# Spomen-park Rudolfu Perešinu
Spomen-park Rudolfu Perešinu je objekt u općini Gornja Stubica.

## Opis
Spomen-park pilotu Hrvatskog ratnog zrakoplovstva, stožernom brigadiru Rudolfu Perešinu, smješten je u samom središtu mjesta Gornja Stubica. U sklopu spomen-parka nalazi se brončana bista Rudolfa Perešina i konzervirani borbeni zrakoplov tipa „MiG-21“ postavljen na metalni nosač. Bista, rad hrvatskog akademskog kipara Mladena Mikulina, rađena tehnikom lijevanja, postavljena je na kameno postolje na kojem se nalazi brončana ploča s natpisom.

## Zaštita
Pod oznakom Z-4418 zavedena je kao nepokretno kulturno dobro - pojedinačno, pravna statusa zaštićena kulturnog dobra, klasificirano kao "profana graditeljska baština".